# Музика в старовинному стилі (Сильвестров)
«Музика в старовинному стилі» — фортепіанний цикл В, Сильвестрова. Складається з 4 розділів — «Ранкова музика», «Вечірня музика», «Споглядання», «Присвячування». Кожен з розділів складається витримано в дусі ранньоромантичних циклічних форм, тоді як окремі п'єси за висловом Б. Сюти «зберігають шарм музики відповідних історико-культурних періодів і на сучасному музичномовному ґрунті відроджують жанри XVII—XIX століть та притаманні їм принципи й тип розгортання музичномовного матеріалу». Початковий і заключний розділ стилістично близькі класичному стилі інтерпретованому «крізь призму раннього романтизму». В серединних виразнішими є риси поліфонії епохи бароко.